# OK Železničar Beograd
OK Železničar je odbojkaški klub iz Beograda. Utemeljen je 1948. godine. Trenutno se natječe u Superligi Srbije, što je najviši stupanj odbojkaških natjecanja u Srbiji. U sezoni 2010./11. je bio u doigravanju za ulazak u najviši razred, Superligu. Pobijedio je subotički Spartak. Domaća dvorana je Hala SD Železničar u Beogradu. Boje kluba su plava i bijela.
Železničar je bio najuspješniji polovinom 1960-ih. je bio prvak Jugoslavije 1964. godine.